# Haematopota nefanda
Haematopota nefanda är en tvåvingeart som beskrevs av Edwards 1916. Haematopota nefanda ingår i släktet Haematopota och familjen bromsar. Inga underarter finns listade i Catalogue of Life.